# Gnathofolsomia
Genre
Gnathofolsomia est un genre de collemboles de la famille des Isotomidae.

## Distribution
Les espèces de ce genre se rencontrent en Europe.

## Liste des espèces
Selon Checklist of the Collembola of the World (version du 29 août 2019) :
- Gnathofolsomia contrapunctata (Kseneman, 1950)
- Gnathofolsomia palpata Deharveng & Christian, 1984

## Publication originale
- Deharveng & Christian, 1984 : Gnathofolsomia palpata n. g., n. sp., eine Isotomide mit abgewandelten Mundwerkzeugen aus osterreichischen Hohlen (Insecta, Collembola). Verhandlungen der Zoologisch-Botanischen Gesellschaft in Österreich, vol. 112, p. 97-101.